# Xoanodera vitticollis
Xoanodera vitticollis es una especie de escarabajo longicornio del género Xoanodera, tribu Cerambycini, subfamilia Cerambycinae. Fue descrita científicamente por Gahan en 1891.

## Descripción
Mide 13-20 milímetros de longitud.

## Distribución
Se distribuye por Laos, Tailandia y Vietnam.